# "I Quit" match
Een "I Quit" match is een bepaald type wedstrijd in het professioneel worstelen georganiseerd door World Wrestling Entertainment (WWE) waarin twee worstelaars het tegen elkaar opnemen in de ring. Daarbij takelen zij elkaar hard toe tot een van de twee bijna geen kracht meer over heeft. Dan neemt de ander een microfoon en vraagt hij of hij wil opgeven.

## Hoe een worstelaar kan winnen
Een worstelaar heeft gewonnen wanneer de ander antwoordt dat hij of zij het opgeeft. Als niemand opgeeft, duurt het gevecht nog voort tot er een winnaar is.

## Wedstrijden

### World Wrestling Federation / World Wrestling Entertainment
| Nr. | Winnaar                 | Verliezer              | Titel                                                           | Event                   | Datum             | Locatie                   |
| --- | ----------------------- | ---------------------- | --------------------------------------------------------------- | ----------------------- | ----------------- | ------------------------- |
| 1   | Bret Hart               | Bob Backlund           | geen                                                            | WrestleMania XI         | 2 april 1995      | Hartford (Connecticut)    |
| 2   | Stone Cold Steve Austin | Ken Shamrock           | geen                                                            | WWF Raw                 | 26 oktober 1998   | onbekend                  |
| 3   | The Rock                | Mankind                | WWF Championship                                                | Royal Rumble (1999)     | 24 januari 1999   | Anaheim (Californië)      |
| 4   | The Rock                | Triple H               | WWF Championship                                                | WWF Raw                 | 25 januari 1999   | Jacksonville (Florida)    |
| 5   | Vince McMahon           | Stephanie McMahon      | geen                                                            | No Mercy (2003)         | 19 oktober 2003   | Baltimore (Maryland)      |
| 6   | John Cena               | John Bradshaw Layfield | WWE Championship                                                | Judgment Day (2005)     | 22 mei 2005       | Minneapolis (Minnesota)   |
| 7   | Ric Flair               | Mick Foley             | geen                                                            | SummerSlam (2006)       | 20 augustus 2006  | Boston (Massachusetts)    |
| 8   | Chavo Guerrero          | Rey Mysterio           | geen                                                            | Friday Night SmackDown! | 20 oktober 2006   | Los Angeles (Californië)  |
| 9   | Rey Mysterio            | Chavo Guerrero         | geen                                                            | Friday Night SmackDown! | 7 september 2007  | Cincinnati (Ohio)         |
| 10  | Beth Phoenix            | Melina                 | geen                                                            | One Night Stand (2008)  | 1 juni 2008       | San Diego (Californië)    |
| 11  | Jeff Hardy              | Matt Hardy             | geen                                                            | Backlash (2009)         | 26 april 2009     | Providence (Rhode Island) |
| 12  | John Cena               | Randy Orton            | WWE Championship                                                | Breaking Point          | 13 september 2009 | Montreal (Canada)         |
| 13  | John Cena               | Batista                | WWE Championship                                                | Over the Limit          | 23 mei 2010       | Detroit                   |
| 14  | John Cena               | The Miz                | WWE Championship                                                | Over the Limit          | 22 mei 2011       | Seattle (Washington)      |
| 15  | Alberto Del Rio         | Jack Swagger           | No. 1 contender-positie voor het World Heavyweight Championship | Extreme Rules           | 19 mei 2013       | Saint Louis (Missouri)    |

### Total Nonstop Action Wrestling
| Nr. | Winnaar                                                         | Verliezer           | Titel                    | Event                  | Datum            | Locatie                     |
| --- | --------------------------------------------------------------- | ------------------- | ------------------------ | ---------------------- | ---------------- | --------------------------- |
| 1   | Booker T                                                        | Jethro Holiday      | Geen                     | TNA Impact!            | 14 mei 2009      | Orlando (Florida)           |
| 2   | A.J. Styles                                                     | Booker T            | TNA Legends Championship | Sacrifice              | 24 mei 2009      | Orlando (Florida)           |
| 3   | geen, Angelina Love tegen Velvet Sky eindigde in een no-contest |                     | geen                     | TNA Impact!            | 12 april 2010    | Orlando (Florida)           |
| 4   | Douglas Williams                                                | Brian Kendrick      | geen                     | TNA Impact!            | 12 juli 2010     | Orlando (Florida)           |
| 5   | A.J. Styles                                                     | Tommy Dreamer       | geen                     | No Surrender (2010)    | 5 september 2010 | Orlando (Florida)           |
| 6   | A.J. Styles                                                     | Christopher Daniels | geen                     | Bound For Glory (2011) | 16 oktober 2011  | Philadelphia (Pennsylvania) |